# Saviem SC10

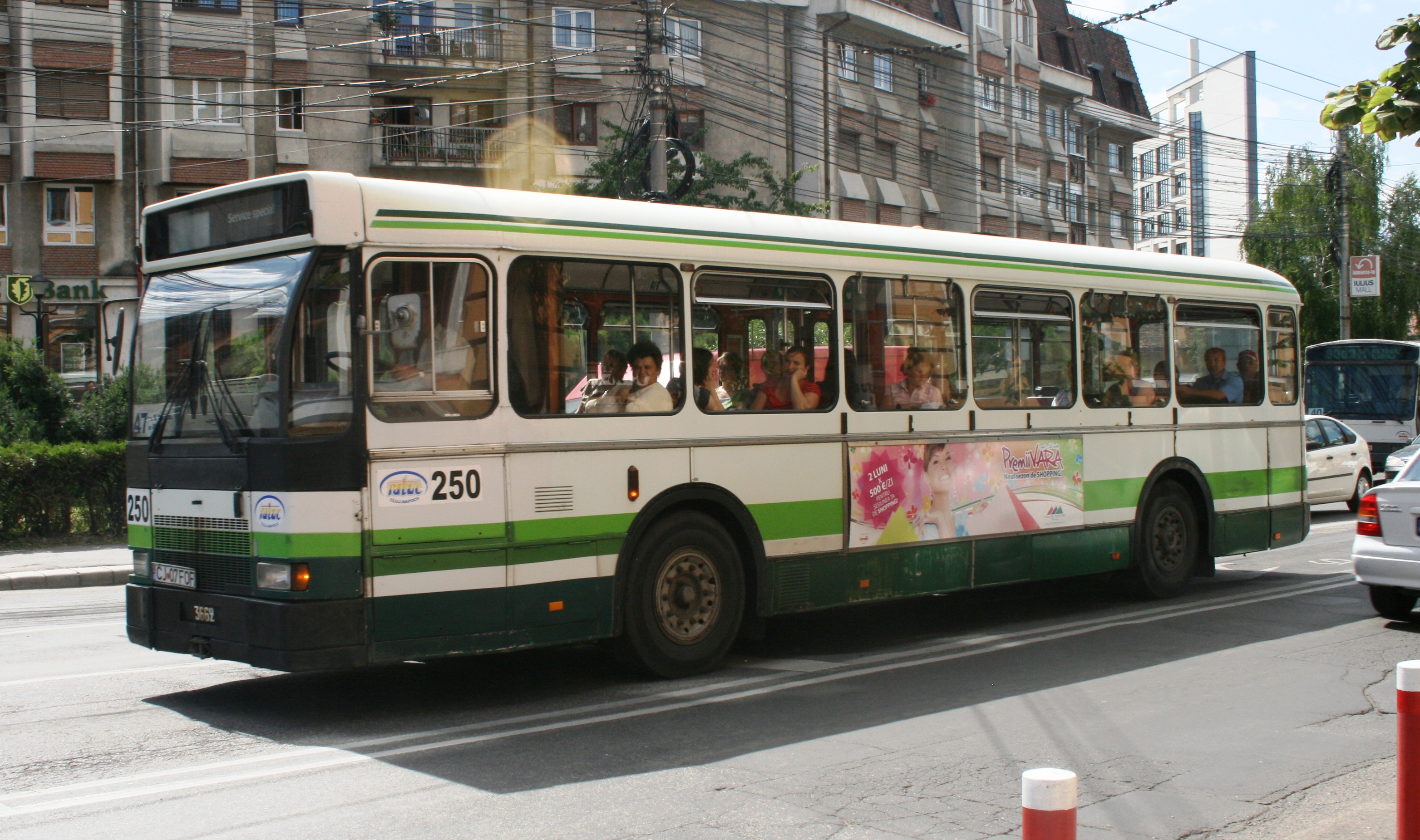
SC10 на улице румынского Клужа в цветах местной компании RATUC, 2011.

Saviem SC10 — французский городской автобус, разработанный и выпускавшийся компанией Saviem, а затем, в 1965 — 1989 годах — RVI. За 24 года было выпущено 11004 машины.

## История
В 1958 году Правление парижского транспорта (RATP) и Союз городского и регионального общественного транспорта (UPTUR) совместно выработали единые требования к перспективному городскому автобусу.
Кажущееся разнообразие тогдашнего рынка городского автотранспорта не удовлетворяло заказчиков ни по закупочной цене предлагаемых образцов, ни по их эксплуатационным издержкам, ни по эргономике салона (узкие проходы, высокий уровень пола, низкий потолок и т.д.). Одним из приоритетных требований было снижение уровня пола до 60 сантиметров.
В конце 1961 года компания Saviem представила RATP результат своих конструкторских работ — первый прототип автобуса SC 10. Аббревиатура SC означает Saviem-Chausson, по названию входившей в объединение Saviem фирмы Chausson, ранее уже поставлявшей свою технику в Париж и другие города. В июне 1963 года автобус был показан на международной выставке в Вене.
19 мая 1965 года первый серийный автобус прошёл приёмку. Транспортная сеть города Нанси стала первой за пределами Парижа, получившей SC 10 в том же году. 136-сильный французский двигатель Fulgur 130 HG, стоявший на прототипе, был признан слишком слабым и заменен на немецкий дизель MAN мощностью 150 л. с.
Коммерческий успех SC 10 привёл к тому, что уже в ноябре 1969 года 1440 SC 10 эксплуатировались во многих французских городах. Однако, за рубежом машина осталась незамеченной, небольшим исключением стали продажи в итальянские Брешию и Анкону.
С 1970 года передние поворотники располагались над фарами. На октябрьском автосалоне 1974 года Saviem представил модель SC 10 UM (M — модернизированный) с пониженным благодаря новой звукоизоляции двигателя и системе выхлопа уровнем шума. Тормозная система также была улучшена в соответствии со стандартам Евросоюза.

Существовало два варианта автобуса, SC 10244 DPA и SC 10 U 44 PA, различавшиеся типом дверей.
В сентябре 1975 года была создана рабочая группа, разработавшее второе поколению автобуса; с того же года вместо двух окон на задней стороне устанавливается одно большое.
В 1977 году входившие в группу Renault компании Berliet и Saviem были объединены и стали называться Renault Vehicules Industriels (RVI), марка Saviem в 1980 году прекратила существование, а Saviem SC 10 стал называться Renault SC 10.
Осенью 1981 года появился автобус Renault SC 10 R ("R" — рестайлинг). Изменения в основном коснулись его внешнего облика, который приобрёл более современные плавные линии. Характерное цилиндрическое лобовое стекло несколько изменило профиль, оставшись в верхней части по-прежнему округлым. Боковые двери были застеклены по всей высоте; вместо одной ступеньки начали устанавливать две, улучшились вентиляция и отопление. На задней панели поменялись только фары, а двигатель остался прежним. Эта, ставшая последней, модель выпускалась на протяжении семи с половиной лет, в период между 1982 и 1989 годами.
На момент завершения производства в марте 1989 года было произведено 11004 штуки автобусов (из них более 3000 в варианте R).
После замены во Франции SC10 на более новые модели Рено (PR100 и R312), многие автобусы Saviem ещё долго эксплуатировались в небольших городах, закупленные муниципалитетами в качестве школьных автобусов. Кроме того, некоторая их часть после продаж на вторичном рынке попала в различные города России, Восточной Европы (Албания, Румыния), Азии (Камбоджа, Бирма), во многие страны Африки и Магриба.

## SC 10 во Франции и других странах
| Страна  | Город           | Типы, бортовые номера | Количество         | Годы поставки                        | Примечания |
| ------- | --------------- | --- | ------------------ | ------------------------------------ | --- |
| Франция | Альби           | |                    |                                      | Дополнительная 3-я маленькая дверь в задней части.                                                                 |
| Франция | Анжер           | |                    |                                      | |
| Франция | Дюнкерк         | 110 — 146 | 37                 | 1969 — 1992                          | Последние два (1977 года) получены от бывшей RATP.                                                                 |
| Франция | Бордо           | |                    |                                      | |
| Франция | Брест           | |                    |                                      | |
| Франция | Кале            | |                    |                                      | |
| Франция | Шательро        | |                    |                                      | |
| Франция | Кольмар         | | 10                 |                                      | |
| Франция | Гавр            | |                    |                                      | |
| Франция | Ле Ман          | |                    |                                      | |
| Франция | Лимож           | |                    |                                      | |
| Франция | Лион            | | 866                |                                      | |
| Франция | Мец             | | 18                 |                                      | |
| Франция | Мюлуз           | |                    |                                      | |
| Франция | Нанси           | |                    |                                      | |
| Франция | Нант            | SC10.U.044 | 86                 |                                      | |
| Франция | Ницца           | SC10.442.D: 101 — 105 SC10.U.444.D: 111 — 120, 186 — 200, 206 — 219, 220 — 219 SC10.U.444: 171 — 180 SC10.L.044: 150 — 153, 01 — 14, 60 — 88 SC10.U.044: 103 — 127 SC10.U.PF.244: 184, 185, 203 — 205 SC10.U.O.444.D: 230 — 235 SC10.R.444.D: 246 — 272, 283 — 292 | 184                | 1966 — 1983                          | SC10.U.PF.244 №№ 203 — 205, SC10.R.444.D № 249, SC10.L.044 № 74, SC10.U.044 № 113 сохранены как музейные экспонаты |
| Франция | Орлеан          | Saviem SC10U | 29                 |                                      | Сохранился SC10UPF № 010, SC10U № 29 на реконструкции                                                              |
| Франция | Пуатье          | |                    |                                      | |
| Франция | Париж           | | 5 580              |                                      | В 1976 — 2002 годах существовали варианты с задней платформой..                                                    |
| Франция | Кемпер          | Renault: |                    |                                      | |
| Франция | Реймс           | SC10U: 1-я нумерация: C112 — C114, C117 — C123, C128 — C131 2-я нумерация: 43 — 45, 48 — 54, 59 — 116, 125 — 141 3-я нумерация: 201 — 273, 298, 299 SC10R: 2-я нумерация: 149 — 161, 173 — 179 3-я нумерация: 274, 275, 301 — 349                                  | 85 SC10U 51 SC10R  | SC10U : 1972-1980 SC10R : 1981-1988  | В 3-ю нумерацию, серия 2xx — 2-дверные, серия 3xx — 3-дверные.                                                     |
| Франция | Рен             | SC10U : 6 — 120, некоторые номера пропущены SC10R : 121 — 148 | 108 SC10U 28 SC10R | SC10 U : 1970-1980 SC10R : 1981-1986 | сохранился № 148                                                                                                   |
| Франция | Роан            | | 19                 |                                      | |
| Франция | Руан            | | 40                 |                                      | |
| Франция | Сен-Ло          | | 2                  |                                      | Один 2-дверный и один 3-дверный                                                                                    |
| Франция | Сен-Назер       | SC10 UO № ? SC10 R № ?, 304, ? | 11                 | До 2002                              | Сохранился № 304, полученный из Нанта.                                                                             |
| Франция | Страсбург       | 750 — 984 | 234                |                                      | |
| Франция | Тулон           | |                    |                                      | |
| Франция | Тулуза          | | 135                |                                      | На момент взрыва на заводе AZF имелось 48 SC10R.                                                                   |
| Франция | Тур             | SC10 U : 21—25 (1968), 31—37 (1969) и 41—50 (1970) | 22                 | 1968-1970                            | |
| Франция | Валансьен       | |                    |                                      | |
| Франция | Версаль         | |                    |                                      | |
| Франция | Виши (MobiVie)  | | 6                  |                                      | В конце 1990-х годов заменены на Van Hool A320 .                                                                   |
| Россия  | Искитим         | | 8                  | 2004-?                               | |
| Россия  | Новый Уренгой   | | 2                  | 1999/2000-?                          | |
| Россия  | Оренбург        | 0488 | 1                  |                                      | |
| Россия  | Санкт-Петербург | 5280, 5282, 5374, 5564, 5672, 5876, 5878 ПЕТЕРБУРГ | 7                  | 1992-1997                            | В 2025-м один автобус восстановлен до ходового состояния в качестве музейного (№5374).                             |
| Россия  | Тула            | 814-825, 827, 829-830 | 15                 | 1999/2000-2003/2004/2006             | Из Лиона |

## SC 10 в массовой культуре
Saviem/Renault SC 10 с 1960-х годов фигурирует в десятках кинофильмах различных жанров.

## Автобус в сувенирной и игровой индустрии
Известны модели автобуса, выпускаемые следующими фирмами:
- Norev[7][8] Saviem SC10 UMA №№ 7871 и 5933 (RATP, с открытой задней площадкой)[9]
- SAI Rétro 87 #4350K 1:87, Saviem SC10 144
- Французская журнальная серия Autobus & Autocar du Monde в масштабе 1/43